# 読書マラソン
読書マラソン（どくしょマラソン）とは、読書推進の一環として日本の各地で行われている取り組み。

## 一般的なルール
実施団体によって多少ルールに差異はあるが、大筋は以下のようなものである。
読書マラソン参加者は、エントリーしたのち、まず本を読み、「読書カード」にその本の感想を書く。感想を何枚か書いたのち、カウンターなどに提出することで、割引などの特典が受けられる仕組みとなっている。特典を設けることで、参加者が読書により精を出すことを目的としている。基本的には無料で行われているが、大学生協の場合、組合員でないと参加できない場合がある。

## 大学生協における読書マラソン
読書マラソンは各地の学校や書店などでも行われているが、もっとも有名なのが、大学生協における読書マラソンである。「在学中に本を100冊読もう」をスローガンとして各大学で実施されている。2005年からは、全国大学生活協同組合が、朝日新聞社後援のもと、毎年「読書マラソンコメント大賞」を開催している。優秀者には賞品があり、『朝日新聞』紙上にコメントが掲載される。